# Aristideae
Aristideae es una tribu de plantas herbáceas perteneciente a la familia de las poáceas.

## Clasificación de Aristideae

### *Referencia:DELTA: L.Watson e M.J.Dallwitz
| Subfamília    | Tribu      | Gêneros                          |
| ------------- | ---------- | -------------------------------- |
| Arundinoideae | Aristideae | Aristida, Sartidia, Stipagrostis |

### **Referencia:GRIN Taxonomy for Plants USDAArchivadoel 2 de noviembre de 2004 enWayback Machine.
| Subfamília    | Tribu      | Gêneros                          |
| ------------- | ---------- | -------------------------------- |
| Aristidoideae | Aristideae | Aristida, Sartidia, Stipagrostis |

#### **Referencia:Taxonomy Browser NCBI
| Subfamília    | Tribu      | Gêneros                          |
| ------------- | ---------- | -------------------------------- |
| Aristidoideae | Aristideae | Aristida, Sartidia, Stipagrostis |